# 斯蒂夫尼奇
斯蒂夫尼奇（英語：Stevenage）是英國的一座城市。位於赫特福德郡，倫敦以北約50公里處。人口在1801年時有1,430人，1901年時有4,049人，2001年時有79,724人，2007年時有84,651人。斯蒂夫尼奇人口增長最快的時期是在1950年代和1960年代。斯蒂夫尼奇是英國最早的新市鎮。
有兩部電影在斯蒂夫尼奇拍攝。BBC的情境喜劇Saxondale幾乎所有場景和拍攝都是在斯蒂夫尼奇進行。在大倫敦計劃制定之後，在倫敦附近建設了新市鎮。爲了防止人口過度集中于倫敦，提出了抑制過密化的方針。并因此在1946年制定了新市鎮法。法律在這一年的8月1日施行。斯蒂夫尼奇在11月11日被指定為新市鎮。也是這一年內唯一的新市鎮。計劃人口是6萬人，在1966年重新評估為10萬5千人。市中心的鐘樓是城市的象徵。鐵道的東側主要是住宅區。工廠則主要建設在鐵道西側。都市的規模仍然在不斷增加。斯蒂夫尼奇也是座充滿綠色的都市。都市景觀是斯蒂夫尼奇鮮明的特色。市內的交通也十分發達。斯蒂夫尼奇市內有眾多宗教場所。